# Феликс Люксембургский
Принц Феликс Леопольд Мари Гийом (фр. Félix Léopold Marie Guillaume de Luxembourg; род. 3 июня 1984) — второй сын и ребёнок в семье великого герцога Люксембургского Анри и Марии Терезы Местре. Принц занимает четвертое место в линии наследования Люксембургского престола.

## Биография
Принц родился в семье Великого герцога Люксембургского Анри и его супруги Марии Терезы Местре. У него три брата: наследный принц Люксембурга Гийом, принцы Луи и Себастьян и сестра Александра.
Принц активно занимается спортом. Он увлекается катанием на лыжах и водным поло, часто представляет герцогскую семью на различных соревнованиях. Феликс закончил Люксембургскую международную школу и Колледж Beau Soleil в Швейцарии. Высшее военное образование получил в британской Королевской военной академии в Сандхерсте. С 2009 года изучал биоэтику в Риме.
Помимо люксембургского, принц Феликс свободно владеет французским, английским, немецким и итальянским языками. Знает испанский на базовом уровне.

## Помолвка и свадьба
13 декабря 2012 года было объявлено о помолвке Принца Феликса и немки Клэр Ладемахер, с которой их связывает увлечение биоэтикой. 17 сентября 2013 года состоялась свадьба Клэр и Феликса.

## Дети
- Амалия Габриэлла Мария Тереза (род. 15 июня 2014).
- Лиэм Анри Хартмут (род. 28 ноября 2016). Имя Анри было дано в честь дедушки, великого герцога Анри, имя Хартмут — в честь дедушки по матери[2].
- Бальтазар Феликс Карл (род. 7 января 2024).

## Титулы
- 3 июня 1984 – 28 июля 1986: Его Королевское Высочество Принц Феликс Люксембургский, Принц Нассау, Принц Бурбон-Пармский
- 28 июля 1986: Его Королевское Высочество Принц Феликс Люксембургский, Принц Нассау